# St. Georg und Lucia (Pflaumheim)

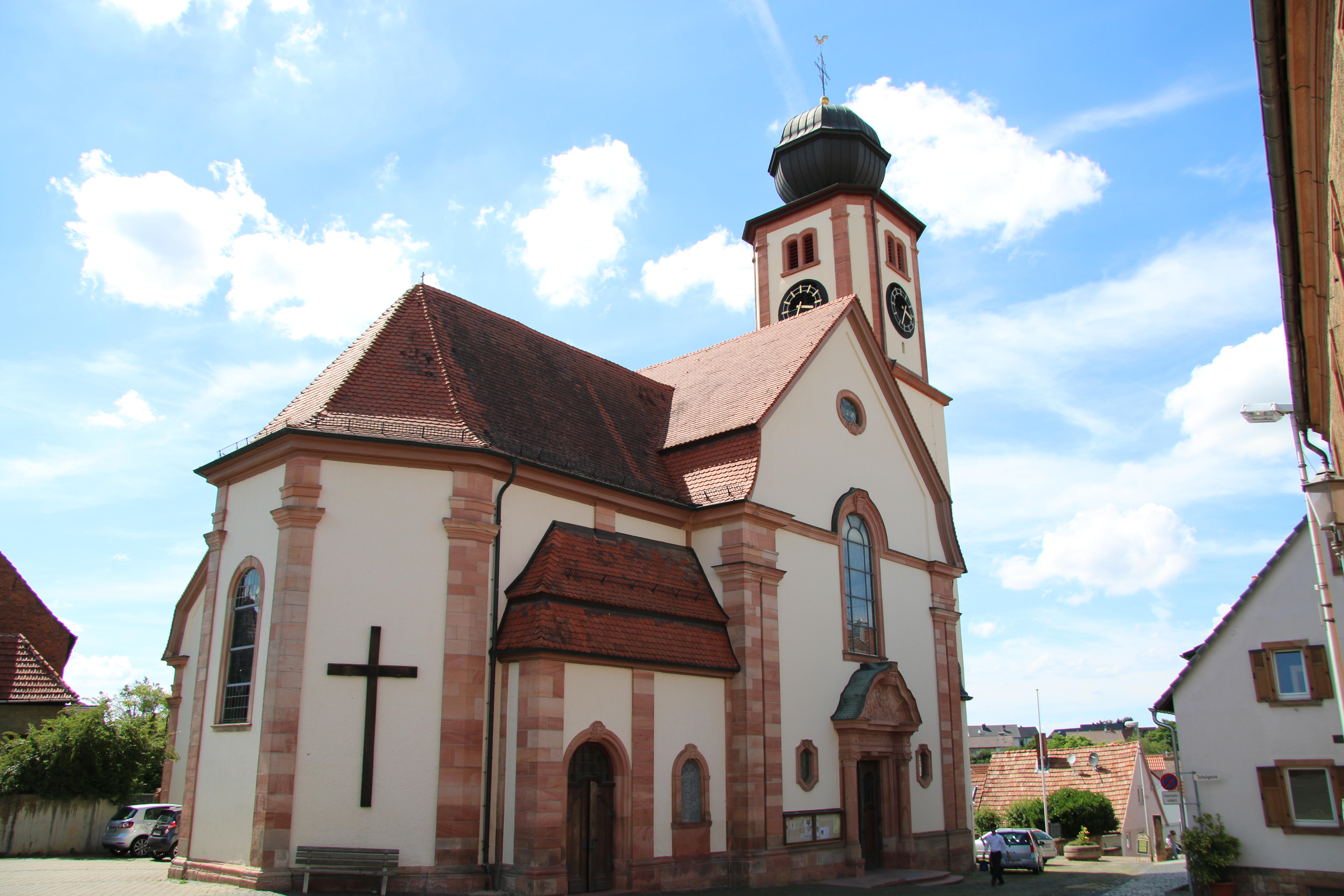
St. Georg und Lucia in Pflaumheim

Die römisch-katholische, denkmalgeschützte Pfarrkirche St. Georg und Lucia steht in Pflaumheim, einem Gemeindeteil des Marktes Großostheim im Landkreis Aschaffenburg (Unterfranken, Bayern). Das Bauwerk ist unter der Denkmalnummer D-6-71-122-117 als Baudenkmal in der Bayerischen Denkmalliste eingetragen. Die Pfarrei gehört zur Pfarreiengemeinschaft Regenbogen im Bachgau (Pflaumheim) im Dekanat Aschaffenburg-West des Bistums Würzburg.

## Beschreibung
Die neobarocke, mit Pilastern gegliederte Saalkirche wurde 1914 erbaut. Sie besteht aus einem Langhaus, das von einem Querschiff geteilt wird, einem eingezogenen Chor im Westen und dem Kirchturm an der Nordseite des Langhauses gegenüber der Kapelle, dem Chor des Vorgängerbaus von 1773. Das oberste Geschoss des Kirchturms, dessen Ecken abgeschrägt sind, beherbergt die Turmuhr und den Glockenstuhl, in dem vier Kirchenglocken hängen. Darauf sitzt eine kugelförmige Haube.
Die Orgel mit 22 Registern, 2 Manualen und einem Pedal wurde 1939 von Johannes Klais Orgelbau errichtet.